# Sao tối (cơ học Newton)
Sao tối là một vật thể lý thuyết tương thích với cơ học Newton, sao tối có vận tốc thoát ly bề mặt bằng hoặc vượt quá tốc độ ánh sáng nhờ vào khối lượng lớn của nó. Cho dù ánh sáng có bị ảnh hưởng bởi trọng lực theo cơ học Newton là không rõ ràng, nhưng nếu nó được gia tốc giống như các viên đạn, bất kỳ ánh sáng nào phát ra trên bề mặt của một ngôi sao tối sẽ bị hút trở lại do tương tác hấp dẫn của ngôi sao, khiến nó trở nên tối, do đó nó có tên là sao tối. Các ngôi sao tối tương tự như các lỗ đen trong thuyết tương đối rộng.